# Timor-Leste nos Jogos Paralímpicos
A primeira participação de Timor-Leste nos Jogos Paralímpicos foi em Sydney no ano de 2000, mas naquela época o país ainda não havia sido reconhecido como um Estado soberano e seus atletas participaram como Atletas Paralímpicos Individuais, sendo eles: Alcino Pereira que participou da corrida dos 5000 metros (na categoria T38) no atletismo e Mateus Lukas que participou do levantamento de peso básico, na categoria até 48 kg. Alcino Pereira não conseguiu completar a corrida, enquanto que Mateus Lukas levantou 105 kg, e terminou na décima terceira posição, sendo o último dos atletas que levantaram com sucesso um peso na sua categoria.
Após o país ser reconhecido formalmente em 2002, Timor-Leste participou nos Jogos Olímpicos de Verão de 2004 em Atenas, mas não dos Jogos Paralímpicos do mesmo ano. Timor-Leste, como tal, participou pela primeira vez nos Jogos Paralímpicos em 2008 em Pequim, sendo representado por uma única atleta Lily Costa Silva na categoria de até 52 kg do levantamento de peso paralímpico feminino, mas a atleta não conseguiu levantar um peso com sucesso e não registou uma marca.
Timor-Leste nunca participou dos Jogos Paralímpicos de Inverno e nunca ganhou uma medalha paralímpica.

## Resultados
| Nome             | Jogos        | Desporto             | Prova                      | Resultado              | Posição         |
| ---------------- | ------------ | -------------------- | -------------------------- | ---------------------- | --------------- |
| Lily Costa Silva | Pequim 2008  | Levantamento de peso | Até 52 kg – feminino       | Não conseguiu levantar | Desclassificada |
| Filomeno Soares  | Londres 2012 | Atletismo            | 200 metros T38 – masculino | 31,47                  | 6; não avançou  |
| Filomeno Soares  | Londres 2012 | Atletismo            | 400 metros T38 – masculino | 1:14,23                | 5; não avançou  |